# Liste des sénateurs de la Guadeloupe
Cette liste énumère les sénateurs élus en Guadeloupe selon la période.

## Troisième République
La Troisième République dure de 1870 à 1940.
| Début de mandat | Fin de mandat   | Nom                        | Notes                                                      |
| --------------- | --------------- | -------------------------- | ---------------------------------------------------------- |
| 27 janvier 1876 | 24 janvier 1885 | Charles-André de La Jaille | Non candidat en 1885.                                      |
| 1er mars 1885   | 5 août 1899     | Pierre Isaac               | Réélu le 4 février 1894, décédé en cours de mandat.        |
| 7 janvier 1900  | 6 janvier 1912  | Adolphe Cicéron            | Réélu le 4 janvier 1903, non réélu en 1912.                |
| 7 janvier 1912  | 21 octobre 1945 | Henry Bérenger             | Réélu les 9 janvier 1921, 14 janvier 1930 et octobre 1938. |

## Quatrième République
La Quatrième République dure de 1946 à 1958.
| Début de mandat  | Fin de mandat   | Nom                | Notes                                             |
| ---------------- | --------------- | ------------------ | ------------------------------------------------- |
| 15 décembre 1946 | 18 mai 1952     | Eugénie Éboué-Tell | Réélue le 7 novembre 1948, non candidate en 1952. |
| 15 décembre 1946 | 7 novembre 1948 | Clovis Renaison    | Non réélu en 1948.                                |
| 14 novembre 1948 | 8 juin 1958     | Maurice Satineau   | Réélu le 18 mai 1952, non réélu en 1958.          |
| 18 mai 1952      | 26 avril 1959   | Amédée Valeau      | Réélu le 8 juin 1958, non réélu en 1959.          |
| 8 juin 1958      | 26 avril 1959   | Lucien Bernier     | Réélu sénateur de la Ve République.               |

## Cinquième République
La Cinquième République est en vigueur depuis 1958. Le département de Guadeloupe est représenté par deux sénateurs de 1959 à 2011, puis trois depuis 2011.
|  | Début de mandat   | Fin de mandat     | Nom                    | Étiquette | Notes                                                       |
|  | ----------------- | ----------------- | ---------------------- | --------- | ----------------------------------------------------------- |
|  | 26 avril 1959     | 1er octobre 1968  | Lucien Bernier         | PS        | Aussi sénateur de la IVe République, non réélu en 1968.     |
|  | 26 avril 1959     | 1er octobre 1968  | René Toribio           | PS        | Non réélu en 1968.                                          |
|  | 22 septembre 1968 | 2 octobre 1977    | Amédée Valeau          | RPR       | Ancien sénateur de la IVe République, non candidat en 1977. |
|  | 22 septembre 1968 | 1er octobre 1986  | Marcel Gargar          | app. PCF  | Réélu le 25 septembre 1977, non candidat en 1986.           |
|  | 25 septembre 1977 | 1er octobre 1986  | Georges Dagonia        | PS        | Non réélu en 1986.                                          |
|  | 28 septembre 1986 | 1er octobre 1995  | François Louisy        | PS        | Non candidat en 1995.                                       |
|  | 28 septembre 1986 | 1er octobre 1995  | Henri Bangou           | PCF       | Non réélu en 1995.                                          |
|  | 24 septembre 1995 | 30 septembre 2004 | Dominique Larifla      | GUSR      | Non réélu en 2004.                                          |
|  | 24 septembre 1995 | 30 septembre 2011 | Lucette Michaux-Chevry | UMP       | Réélue le 26 septembre 2004, non candidate en 2011.         |
|  | 26 septembre 2004 | 30 septembre 2011 | Daniel Marsin          | GUSR      | Non réélu en 2011.                                          |
|  | 26 septembre 2004 | 1er octobre 2017  | Jacques Gillot         | GUSR      | Réélu le 25 septembre 2011.                                 |
|  | 25 septembre 2011 | 1er octobre 2017  | Félix Desplan          | PS        |                                                             |
|  | 25 septembre 2011 | 1er octobre 2017  | Jacques Cornano        | DVG       |                                                             |
|  | 2 octobre 2017    | 1er octobre 2023  | Victoire Jasmin        | PS        |                                                             |
|  | 2 octobre 2017    | en cours          | Victorin Lurel         | PS        |                                                             |
|  | 2 octobre 2017    | en cours          | Dominique Théophile    | GUSR      | .                                                           |
|  | 2 octobre 2023    | en cours          | Solanges Nadille       | GUSR      | .                                                           |